# Limarus maculatus
Limarus maculatus är en skalbaggsart som beskrevs av Sturm 1800. Limarus maculatus ingår i släktet Limarus och familjen Aphodiidae. Inga underarter finns listade i Catalogue of Life.